# Gaetano Scamarcio
Gaetano Scamarcio (Andria, 9 dicembre 1930 – Andria, 20 settembre 2014) è stato un politico e avvocato italiano.

## Biografia
Iscritto giovanissimo nel PSI, nel 1966 è stato consigliere comunale e ricoprì la carica di vice Sindaco di Andria, prima di essere eletto consigliere regionale nella I legislatura della regione Puglia (1970/75) e successivamente parlamentare nel collegio di Bitonto, nel Partito Socialista che lo vide sempre appassionato e fervente iscritto, anche polemico, di quell'ala riformista che lo annoverò tra i suoi maggiori esponenti nazionali.
Tantissimi incarichi e uffici ricoperti nella VII, VIII e IX Legislatura, tra questi:
Governo Spadolini I: Sottosegretario di Stato per la grazia e giustizia dal 3 luglio 1981 al 22 agosto 1982
Governo Spadolini II: Sottosegretario di Stato per la grazia e giustizia dal 24 agosto 1982 al 30 novembre 1982
Governo Fanfani V: Sottosegretario di Stato per la grazia e giustizia dal 7 dicembre 1982 al 3 agosto 1983
Nel Gruppo Partito Socialista Italiano fu: Membro dal 5 luglio 1976 al 1º luglio 1987. Vicepresidente dal 24 luglio 1979 al 14 luglio 1981
2ª Commissione permanente (Giustizia): Membro dall'11 luglio 1979 all'11 luglio 1983.
Commissione parlamentare per l'indirizzo generale e la vigilanza dei servizi radiotelevisivi: Membro dal 28 luglio 1978 al 19 giugno 1979
Commissione parlamentare per i procedimenti di accusa: Membro dal 6 ottobre 1983 al 1 luglio 1987
Commissione parlamentare d'inchiesta sulla strage di Via Fani, sul sequestro e l'assassinio di Aldo Moro e sul terrorismo in Italia: Membro dal 20 dicembre 1979 al 7 marzo 1980. Membro dal 20 marzo 1980 all'8 luglio 1981.